# Peruana luteocincta
Peruana luteocincta är en insektsart som först beskrevs av Frédéric Carbonell och Marius Descamps 1978.  Peruana luteocincta ingår i släktet Peruana och familjen gräshoppor. Inga underarter finns listade i Catalogue of Life.